# Aero L-39 Skyfox
Aero L-39 Skyfox, також відомий як Aero L-39NG («Наступне покоління»), — це військовий навчальний та легкий бойовий літак з турбовентиляторним двигуном, розроблений та вироблений чеським авіабудівним виробником Aero Vodochody. Він є наступником Aero L-39 Albatros часів Холодної війни.
Протягом липня 2014 року Aero Vodochody оголосив про запуск програми L-39NG. До квітня 2015 року компанія розкрила партнерство між собою, Draken International та Williams International для спільної роботи над проектом. Остання надає свій турбовентиляторний двигун FJ44-4M для літака, в той час як Draken буде відповідати за модель на північноамериканському ринку, а також керувати власним флотом. 
14 вересня 2015 року був виконаний перший рейс технологічного демонстратора L-39NG (L-39CW). 14 березня 2018 року було отримано сертифікацію типу L-39CW. 22 грудня 2018 року перший прототип L-39NG здійснив свій перший рейс. У вересні 2020 року Міністерство оборони Чехії додавала L-39NG за допомогою наднаціональних військових стандартів. У жовтні 2024 року, коли компанія дійшла до серійного виробництва, тип офіційно був названий Skyfox. До січня 2025 р. Перший L-39 Skyfox був доставлений до центру польотних тренувань Pardubice (який є навчальною організацією Чеських ВПС).

## Варіанти

### L-39CW
Технологічний демонстратор L-39NG на основі літака L-39C, що працює на двигуні Turbofan Williams International FJ44-4M.

### L-39NG Етап 1
Перероблений L-39 Albatros, що працює на  турбовентиляторному двигуні Williams FJ44-4M. Ця версія має оригінальне "сухе" крило з паливними резервуарами Wingtip. Необов’язково включає встановлення Avionics L-39NG етапу 2.

### L-39NG Етап 2 (Skyfox)
Новий L-39NG Train Craincraft, оснащений компанією Genesys Aerosystems авіонікою та скляним кабіною. Новий літак оснащений новим "мокрим" крилом з внутрішніми резервуарами для палива та п’ятьма точками підвіски, він працює від двигуна FJ44-4M.

### Розвідувальна версія
Угорщина замовила чотири розвідувальні версії L-39NG для розробки та виробництва. З цією метою він обладнаний електро-оптичним датчиком Day and Night, що постачається в Wescam, встановлений під фюзеляжем.

## Оператори
(4)
- LOM Praha

Льотний навчальний центр Pardubice
 (8)
- Повітряні сили Угорщини

101-е повітряне крило, авіабаза Kecskemét
 (12)
- Повітряні сили В'єтнаму[en][5]

910-й Повітряний навчальний полк, аеропорт Туйхоа

## Характеристики
Технічні характеристики
- Екіпаж: 2
- Довжина: 11,83 м
- Розмах крила: 9,37 м
- Профіль крила: NACA 64A-012
- Маса порожнього: 4320 кг

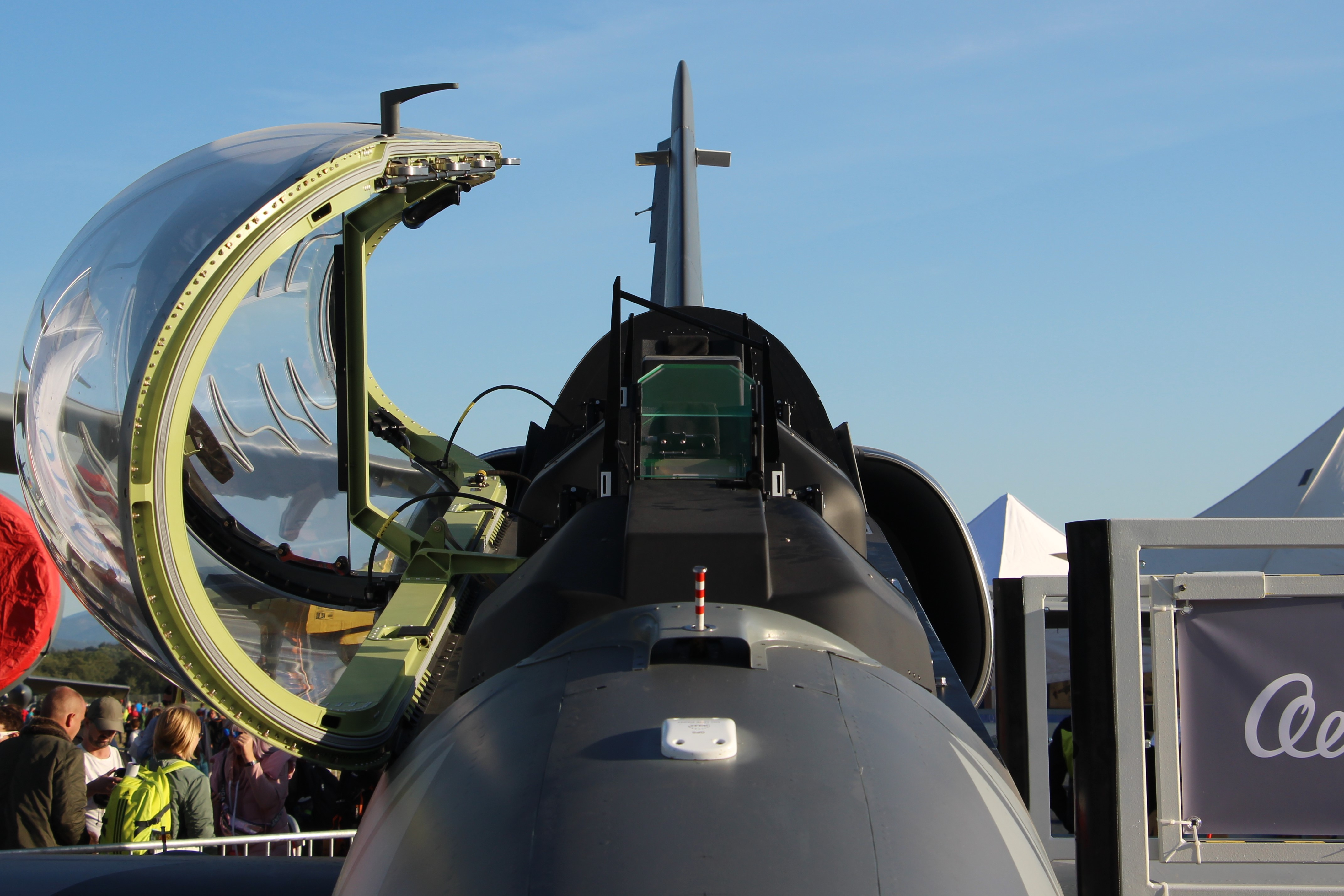
Вигляд верхнього фюзеляжу і кабіни спереду

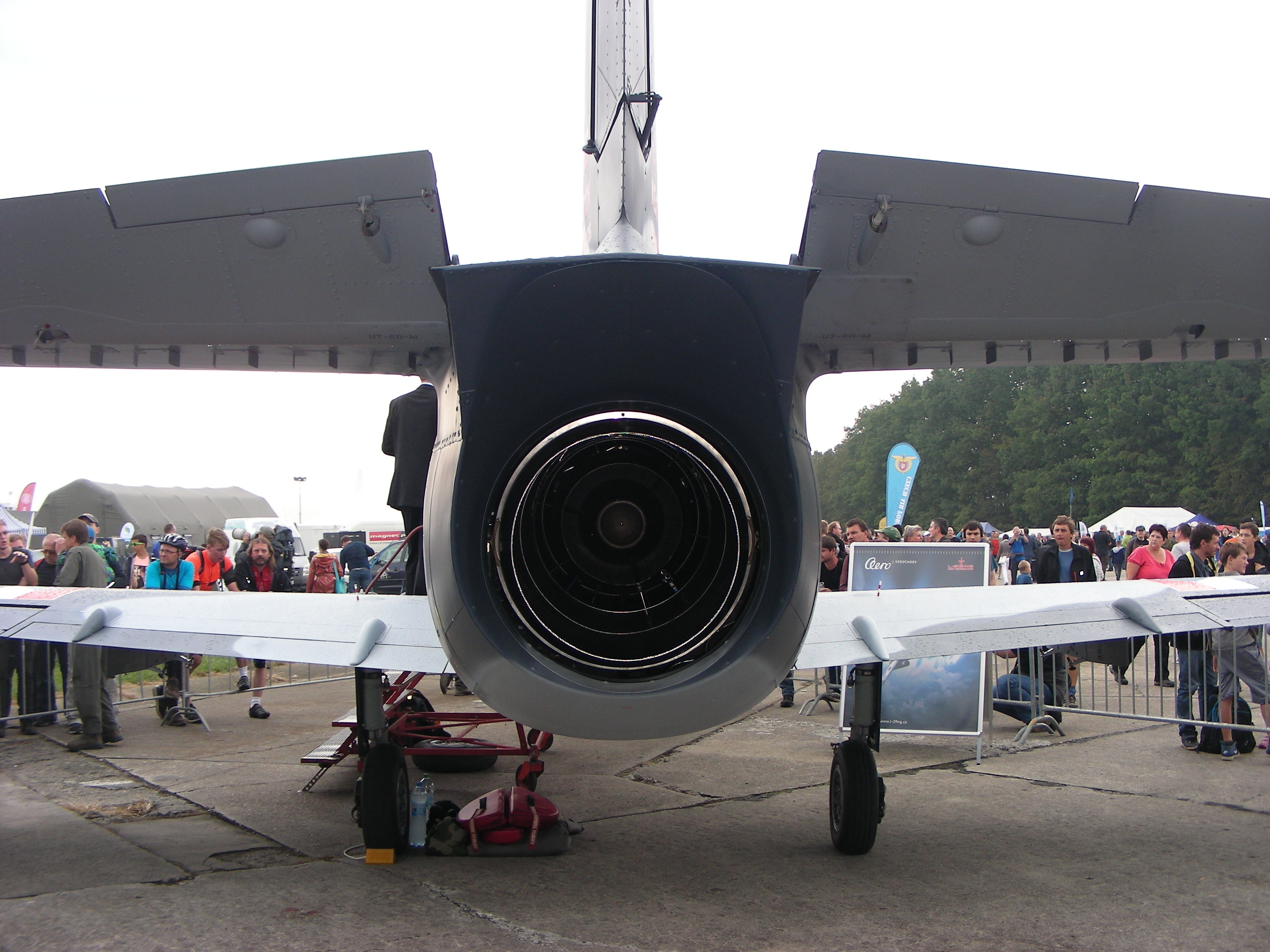
Вигляд ззаду на L-39 Skyfox та його двигун Williams FJ44

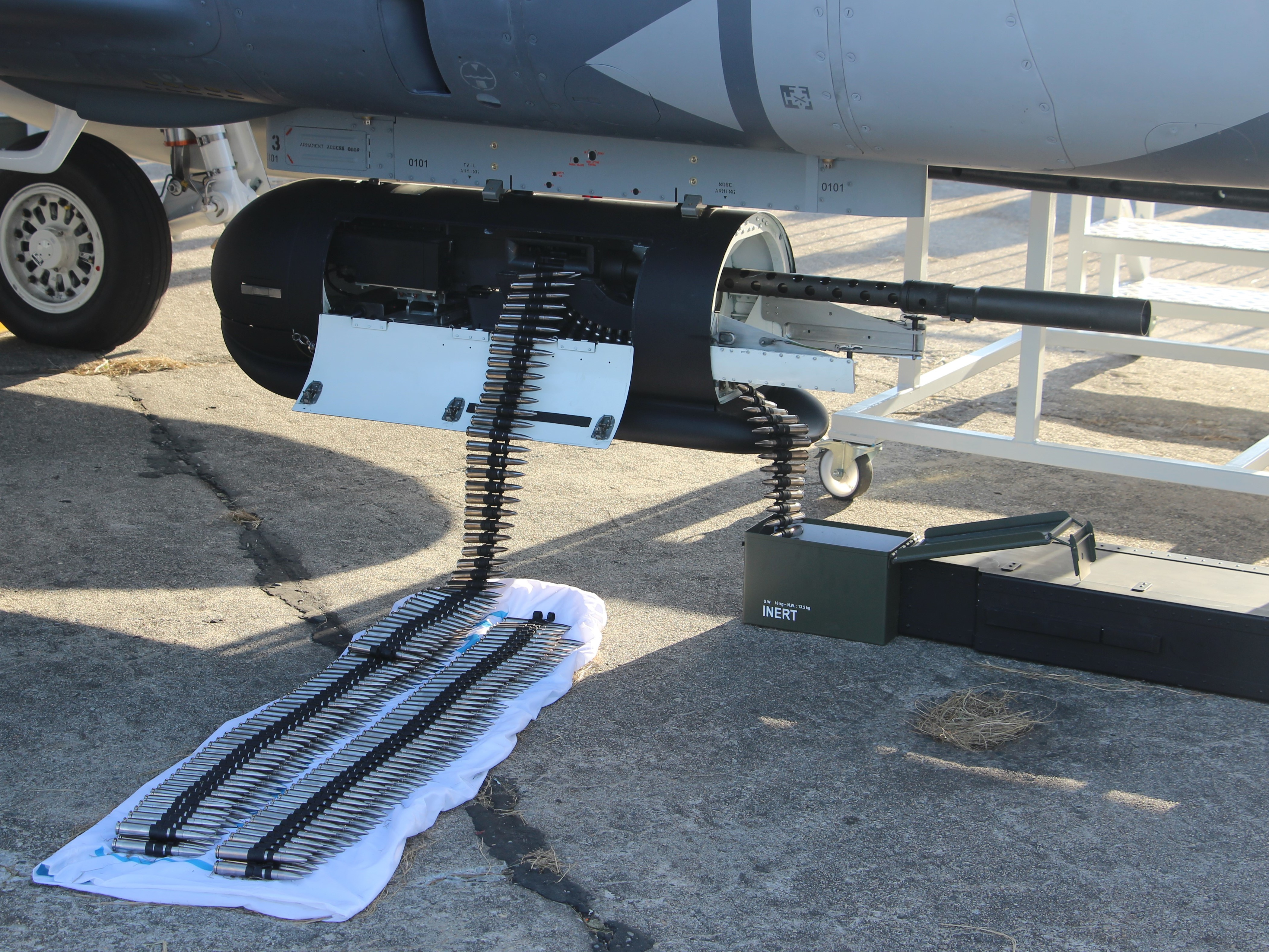
Кулемет L-39NG

- Максимальна злітна маса: 5 800 кг
- Силова установка: 1 × турбовентиляторний двигун Williams International FJ44-4M
- Тяга: 1 × 16,89 кН

Льотні характеристики
- Максимальна швидкість: 900 км/год (на висоті 6 000 м)
- Дальність: 2 590 км (внутрішнє паливо)
- Тривалість польоту: 4 год 30 хв (внутрішнє паливо)
- Швидкопідйомність: 23 м / с
- Робоча стеля: 11 000 м

Озброєння
- Точки підвіски: 5:
  - До 1640 кг боєкомплектів на п'яти зовнішніх твердих точках
  - До 570 кг зовнішнього палива на двох "мокрих" твердих точках
  - ІЧ прилад виявлення ракет AA (включаючи CATM)
  - Лазерні керовані бомби  (GBU)
  - Бомби вільного падіння (Mk.82)
  - Лазерні керовані ракети «повітря-поверхня» (70 мм)
  - Некеровані ракети «повітря-поверхня» FFAR (70 мм)
  - Кулемет («повітря-повітря» або «повітря-поверхня») (12,7/20 мм)